# Mindy Sterling
Mindy Lee Sterling (ur. 11 lipca 1953 w Paterson w stanie New Jersey) – amerykańska aktorka telewizyjna i filmowa.
Występowała w roli pani Briggs z serialu iCarly i z roli dyrektor Skidmore z serialu Nadzdolni.

## Filmografia

### Filmy
- 2010–2011: Gotowe na wszystko – Mitzi Kinsky
- 2009: Jesus People: The Movie – Claudia
- 2009: Pies, który uratował święta – Babcia Bannister
- 2007–2012: iCarly – pani Francine Briggs
- 2009: Babskie wakacje – Lavonne
- 2008: Paróweczki – pani Applebaum
- 2008: Extreme Movie – Jane
- 2007: Frank – Monica Loveless
- 2007: Reno 911: Miami – Mama Spodera
- 2007: Zasady Shreddermana – dr Sheila Voss
- 2007: Goldfish – nauczycielka
- 2007: Judy Troll: The Funniest Woman You've Never Heard of – ona sama
- 2006: Domestic Import – Bernice Kimmelman
- 2006: The Enigma with a Stigma – Patricia Riley
- 2006: Pro-Choice – Matka Danniego
- 2006: Haversham Hall – Headmistress Moira Grodnickel
- 2005: Przewrotne szelmy
- 2005: Wigilijna opowieść o 12 pieskach – Pani Walsh
- 2004: 30 dni do sławy – Lupe Horowitz
- 2004: Eurotrip – Starsza kobieta w konfesjonale
- 2002: Austin Powers i Złoty Członek – Frau Farbissina
- 2002: The World of Austin Powers – ona sama
- 2001: Blondynka – Ramona
- 2001: Barstow 2008 – Mona Finch
- 2000: Niebo się wali – Doris
- 2000: Grinch: Świąt nie będzie – Clarnella
- 1999: Austin Powers: Szpieg, który nie umiera nigdy – Frau Farbissina
- 1999: Zabójcza piękność – Iris Clark
- 1997: Austin Powers: Agent specjalnej troski – Frau Żyleta
- 1997: Alright Already – Maxine
- 1994: Przysługa – Debbie Rollins
- 1990: Milionerzy ze śmietnika – Mary
- 1986: Dom – Kobieta w magazynie z książkami

### Telewizja
- od 2011: Nadzdolni – Susan Skidmore
- 2008–2009: Najgorszy tydzień – Elka
- 2008: Mój śmiertelny wróg – Arlene Scott
- 2007: iCarly – pani Briggs
- 2006: Randka z o.o – Monica
- 2005–2008: Nie ma to jak hotel – Siostra Róża
- 2004–2006: Joey – Dyrektor castingu
- 2004: I Love the '90s – ona sama
- 2003–2007: Świat Raven – sędzia Foodie
- 2002–2003: Co się dzieje w Hidden Hills? – Właścicielka mieszkania
- 2001: Hoży doktorzy – pani Cropper
- 2000–2003: Świat nonsensów u Stevensów – pani Lynch
- 2000: Pohamuj entuzjazm – Pielęgniarka
- 1997–2003: Ja się zastrzelę – pani Lubitz
- 1994–2004: Przyjaciele – Wedding Planner
- 1993–1994: Byle do dzwonka: Lata w college’u – Clara Meade
- 1992–1998: The Larry Sanders Show – Pisarka
- 1989–1998: Family Matters – Trenerka

### Dubbing
- 2007–2010: Chowder – Pani Endywia.
- 2007: Tak and the Power of Juju – Chaka Ungataka
- 2006: Epoka lodowcowa 2: Odwilż – Samica wołu
- 2006: The Amazing Screw-On Head – Aggie
- 2005: Robot Chicken –
  - Szefowa,
  - Stewardesa,
  - Kobieta,
  - Margret,
  - Matka
- 2001–2006: Invader Zim – Countess von Verminstrasser
- 1998–2001: Dzika rodzinka –
  - Lemur #2,
  - Prezenterka